# Darawa-Czyż
Darawa-Czyż (biał. Дарава-Чыж; ros. Дарово-Чиж, Darowo-Cziż; hist. pol. Darewo) – wieś na Białorusi, w obwodzie brzeskim, w rejonie lachowickim, w sielsowiecie Końki, nad Szczarą i przy drodze republikańskiej R4.
Znajdują się tu koszary 17. Batalionu Łączności Sił Zbrojnych Republiki Białorusi.

## Historia
Dawniej folwark.
W dwudziestoleciu międzywojennym Darewo leżało w Polsce, w województwie nowogródzkim, w powiecie baranowickim, w gminie Darewo. W 1921 miejscowość liczyła 7 mieszkańców, zamieszkałych w 1 budynku, w tym 6 Polaków i 1 osobę innej narodowości. 4 mieszkańców było wyznania prawosławnego i 3 rzymskokatolickiego.
Po II wojnie światowej w granicach Związku Sowieckiego. Od 1991 w niepodległej Białorusi.